# 1. divisjon i fotboll 1964
 1. divisjon i fotboll 1964 var Norges högsta division i fotboll säsongen 1964 och löpte från 24 april till 4 oktober 1964. Serien spelades i 18 omgångar. De två lägst placerade lagen åkte ur. Vinst gav två poäng, oavgjort en.

## Slutställning
|    |               | S  | V  | O | F  | +  | -   | P  |
| -- | ------------- | -- | -- | - | -- | -- | --- | -- |
| 1  | Lyn           | 18 | 10 | 6 | 2  | 39 | -16 | 26 |
| 2  | Fredrikstad   | 18 | 9  | 6 | 3  | 40 | -21 | 24 |
| 3  | Sarpsborg     | 18 | 10 | 3 | 5  | 30 | -16 | 23 |
| 4  | Frigg         | 18 | 6  | 8 | 4  | 28 | -29 | 20 |
| 5  | Skeid         | 18 | 5  | 7 | 6  | 24 | -22 | 17 |
| 6  | Vålerengen    | 18 | 6  | 5 | 7  | 18 | -21 | 17 |
| 7  | Sandefjord BK | 18 | 6  | 5 | 7  | 17 | -23 | 17 |
| 8  | Viking        | 18 | 5  | 4 | 9  | 22 | -37 | 14 |
| 9  | Brann         | 18 | 3  | 6 | 9  | 17 | -32 | 12 |
| 10 | Raufoss       | 18 | 3  | 4 | 11 | 22 | -40 | 10 |

S: Spelade matcher, V: Vinster, O: Oavgjort, F: Förluster, +: Gjorda mål, -: Insläppta mål